# Okręg wyborczy Edinburgh East
Okręg wyborczy Edinburgh East powstał w 1885 r. i wysyłał do brytyjskiej Izby Gmin jednego deputowanego. Okręg obejmował wschodnią część Edynburga. Okręg został zniesiony w 1997 r., ale przywrócono go ponownie w 2005 r.

## Deputowani do brytyjskiej Izby Gmin z okręgu Edinburgh East

### Deputowani w latach 1885–1997
- 1885–1886: George Goschen, Partia Liberalna, od 1886 r. Partia Liberalno-Unionistyczna
- 1886–1899: Robert Wallace
- 1899–1909: George McCrae, Partia Liberalna
- 1909–1912: James Puckering Gibson
- 1912–1924: James Hogge
- 1924–1931: Drummond Shiels, Partia Pracy
- 1931–1935: David Mason, Partia Liberalna
- 1935–1945: Frederick Pethick-Lawrence, Partia Pracy
- 1945–1947: George Thomson, Partia Pracy
- 1947–1954: John Thomas Wheatley, Partia Pracy
- 1954–1970: George Willis, Partia Pracy
- 1970–1997: Gavin Strang, Partia Pracy

### Deputowani po 2005
- od 2005: Gavin Strang, Partia Pracy